# Municipio de Niquero
Municipio de Niquero är en kommun i Kuba.   Den ligger i provinsen Provincia Granma, i den sydöstra delen av landet, 600 km sydost om huvudstaden Havanna. Antalet invånare är 41 252. Arean är 582 kvadratkilometer.
Terrängen i Municipio de Niquero är platt norrut, men åt sydost är den kuperad.